# Ali Hasan Nayfeh
Ali Hasan Nayfeh (Tulkarem, Mandat britànic de Palestina, 21 de desembre de 1933-Amman, Jordània, 27 de març de 2017) va ser un matemàtic, enginyer mecànic i físic palestino-jordà. És considerat un dels investigadors més influents en l'àrea de sistemes no lineals aplicats a la mecànica i l'enginyeria. Va ser el primer guanyador del Premi de Dinàmica Thomas K. Caughey, a més de guanyar la Medalla Benjamin Franklin en enginyeria mecànica. El seu treball pioner en sistemes no lineals va tenir gran impacte en la construcció i en el manteniment de màquines i estructures com vaixells, grues, ponts, gratacels, motors de reacció, motors de coet, aeronaus i naus espacials.

## Biografia
Ali Hasan Nayfeh va néixer el 21 de desembre de 1933 en el barri de Shweikeh a Tulkarem, en el Mandat britànic de Palestina. Va néixer en una família palestina pobre i analfabeta que el va animar a formar-se acadèmicament. Va treballar com a professor de matemàtiques en diversos pobles i ciutats de Jordània durant deu anys, fins que als 26 anys va obtenir una beca per estudiar a la Universitat Stanford, als Estats Units.
Nayfeh va obtenir el títol de grau amb honors en enginyeria física l'any 1962, un màster al 1963 i el doctorat l'any 1964 en aeronàutica i astronàutica a la Universitat Stanford. Des de 1976, va ser catedràtic d'enginyeria a Virginia Tech. També va ser professor voluntari a la Universitat de Jordània. Va ser redactor en cap de la revista científica Nonlinear Dynamics i de Journal of Vibration and Control des de 1995 fins a la seva dimissió al maig de 2014, poc després de revelar una xarxa fraudulenta de revisions per parells.
Va rebre doctorats honoris causa de la Universitat Tècnica de Marina (Rússia), la Universitat Tècnica de Múnic (Alemanya) i la Universitat Tècnica de Szczecin (Polònia).
Va morir el 27 de març de 2017 a Amman, Jordània.

## Contribucions
En una carrera que es va estendre quatre dècades, va fer contribucions importants en diversos camps, inclosos la teoria de pertorbacions, les oscil·lacions no lineals, l'aerodinàmica, la mecànica de vol, l'acústica, els moviment de vaixells, l'estabilitat hidrodinàmica, les ones no lineals, la dinàmica estructural, la dinàmica experimental, el control lineal i no lineal, la micromecánica, i la dinàmica de fluids. Va ser autor de més de mil publicacions, citades un total de 43.364 vegades, a data de 2017.
Les seves contribucions en mecànica no lineal han tingut un gran impacte en nombroses aplicacions pràctiques en dispositius, estructures i sistemes d'ús comú. El seu treball pioner en mecànica no lineal, especialment en l'estudi de l'estabilitat i la predictibilitat en el caos aparent, ha estat adoptada i utilitzada per diverses indústries de construcció i de manteniment de màquines i estructures com vaixells, grues, ponts, gratacels, motors de reacció, motors de coet, aeronaus i naus espacials.

## Afiliacions professionals
Nayfeh era fellow de l'American Physical Society, de l'American Institute of Aeronautics and Astronautics, de l'American Society of Mechanical Engineers, de la Society of Design and Process Science i de l'American Academy of Mechanics.

## Premis i reconeixements
Nayfeh va rebre el Premi de Literatura Aeroespacial Pendray de l'American Institute of Aeronautics and Astronautics l'any 1995, el Premi J. P. Den Hartog de l'American Society of Mechanical Engineers al 1997, el Premi Frank J. Maher a l'Excel·lència en l'Educació en Enginyeria el 1997, el Premi Liapunov de la American Society of Mechanical Engineers l'any 2005, el Premi a la Carrera en Ciències de l'Acadèmia de Ciència de Virgínia al 2005, la Medalla d'Or d'Honor de la Academy of Trans-Disciplinary Learning and Advanced Studies en 2007, el Premi de Dinàmica Thomas K. Caughey en 2008 i la Medalla Benjamin Franklin en enginyeria mecànica al 2014.

## Publicacions destacades
- Ali H. Nayfeh, Dean T. Mook. Nonlinear Oscillations.  John Wiley & Sons, 1979.
- Ali H. Nayfeh. The Method of Normal Forms.  John Wiley & Sons, 1993.
- Ali H. Nayfeh. Introduction to Perturbation Techniques.  John Wiley & Sons, 1993.
- Ali H. Nayfeh, Balakumar Balachandran. Applied Nonlinear Dynamics: Analytical, Computational and Experimental Methods.  John Wiley & Sons, 1995.
- Ali H. Nayfeh. Perturbation methods.  John Wiley & Sons, 2000.
- Ali H. Nayfeh. Nonlinear Interactions: Analytical, Computational, and Experimental Methods.  John Wiley & Sons, 2000.
- Ali H. Nayfeh, P. Frank Pai. Linear and Nonlinear Structural Mechanics.  John Wiley & Sons, 2004.